# 梅塔 (密蘇里州)
梅塔（英語：Meta）是位於美國密蘇里州歐塞奇縣的城市。

## 人口
根據2020年美國人口普查的數據，梅塔的面積為0.89平方千米，皆為陸地。當地共有人口180人，而人口密度為每平方千米202人。